# Imogene Lacus
L'Imogene Lacus è una struttura geologica della superficie di Titano.